# Nguyễn Đình Toàn (chính khách)
Nguyễn Đình Toàn (sinh 1960) là một chính khách Việt Nam, Tiến sĩ kiến trúc. Ông từng là Thứ trưởng Bộ Xây dựng Việt Nam.

## Thân thế và sự nghiệp
Ông sinh ngày 19 tháng 10 năm 1960 tại xã Thượng Vũ, huyện Kim Thành, tỉnh Hải Dương
Ông vào Đảng Cộng sản Việt Nam ngày 21 tháng 3 năm 2003
09/1986 - 08/1987: Cán bộ thiết kế, phòng Thiết kế xây dựng - Viện Thiết kế công nghiệp hoá chất - Tổng cục Hoá Chất.
09/1987 - 04/1990: Cán bộ thiết kế - Trung tâm Bảo quản tu bổ di tích Trung ương - Bộ Văn hoá.
05/1990 - 5/2000: Giảng viên khoa Kiến trúc - Đại học Kiến trúc Hà Nội.
06/2000 – 8/2000: Nghiên cứu viên, phòng Nghiên cứu lịch sử và Bảo tồn di sản Kiến trúc - Viện Nghiên cứu kiến trúc - Bộ Xây dựng.
09/2000 – 01/2001: Phó Trưởng phòng Nghiên cứu lịch sử và Bảo tồn di sản kiến trúc - Viện 
Nghiên cứu kiến trúc - Bộ Xây dựng.
02/2001 – 9/2001: Quyền Trưởng phòng Nghiên cứu lịch sử và Bảo tồn di sản kiến trúc - Viện Nghiên cứu kiến trúc - Bộ Xây dựng.
10/2001 – 7/2003: Trưởng phòng Nghiên cứu lịch sử và Bảo tồn di sản kiến trúc - Viện Nghiên cứu kiến trúc - Bộ Xây dựng.
08/2003 – 4/2006: Phó Viện trưởng Viện Nghiên cứu kiến trúc - Bộ Xây dựng.
05/2006 – 5/2007: Bí thư Đảng uỷ, Viện trưởng Viện Nghiên cứu kiến trúc, kiêm Tổng biên tập Tạp chí Kiến trúc Việt Nam.
05/2007 – 3/2008: Bí thư Đảng uỷ, Viện trưởng Viện Nghiên cứu kiến trúc Quốc gia, kiêm Tổng biên tập Tạp chí Kiến trúc Việt Nam.
04/2008 – 8/2009, Bí thư Đảng uỷ, Viện trưởng Viện Nghiên cứu kiến trúc, Quy hoạch đô thị và nông thôn, kiêm Tổng biên tập Tạp chí Kiến trúc Việt Nam.
08/2009: Ủy viên Ban Cán sự, Thứ trưởng Bộ Xây dựng.
Ngày 09 tháng 12 năm 2019, Tại văn bản 1666/TTg-TCCB, Thủ tướng Chính phủ đồng ý để ông Nguyễn Đình Toàn được kéo dài thời gian giữ chức vụ Thứ trưởng Bộ Xây dựng kể từ ngày 26/12/2019 cho đến khi đủ tuổi nghỉ hưu theo quy định.